# Луций Валерий Флакк (консул 100 года до н. э.)
Лу́ций Вале́рий Флакк (лат. Lucius Valerius Flaccus, умер до 64 года до н. э.) — древнеримский политический деятель из патрицианского рода Валериев, консул 100 года до н. э., цензор 97 года до н. э. Во время диктатуры Луция Корнелия Суллы был начальником конницы (82—79 гг. до н. э.).

## Происхождение
Луций Валерий принадлежал к одному из самых знатных патрицианских родов Рима. Легендарный прародитель Валериев был сабинянином и переселился в Рим вместе с соправителем Ромула Титом Тацием. Его потомок Публий Валерий Публикола стал одним из основателей Римской республики и консулом в первый год её существования, и в дальнейшем Валерии регулярно появлялись в Капитолийских фастах.
Носители когномена Флакк (Flaccus) были с середины III по середину I вв. до н. э. наиболее могущественной ветвью Валериев (наряду с Мессалами). Они достигали консульства в каждом из шести поколений. Луций Валерий был сыном консула 131 года до н. э. того же имени; его дед был консулом 152 года, а прадед — консулом 195 года и коллегой Марка Порция Катона по консулату и цензуре.

## Биография
Луций Валерий так же, как его отец, занимал жреческую должность фламина Марса. Этот почётный пост обеспечил ему с юных лет высокое положение в обществе и безопасность в условиях постоянно усиливавшейся политической борьбы. В соответствии с правилами фламината Флакк должен был оставаться в пределах города Рима и не имел права вести какую-либо военную деятельность; возможно, именно благодаря жреческому статусу он достиг высших постов в Республике, несмотря на отсутствие заметных заслуг и выдающихся способностей.
Учитывая дату консулата и требования Закона Виллия, установившего минимальные временные интервалы между магистратурами, Луций Валерий должен был не позже 103 года до н. э. занимать должность претора. В 100 году до н. э. он выдвинул свою кандидатуру в консулы в паре с Гаем Марием. Последний к тому моменту был консулом уже пять раз (из них четыре подряд) и стремился любой ценой сохранить свои позиции; поэтому он использовал своих ветеранов и подкуп избирателей, чтобы не пропустить ещё одного соискателя — Квинта Цецилия Метелла Нумидийского. Победили Марий и Флакк. 100 год до н. э. оказался богат событиями, но какой-либо информации об участии в них Луция Валерия в источниках нет. С учётом всех обстоятельств Плутарх называет Флакка «скорее пособником, чем товарищем Мария по должности».
В 97 году до н. э. Луций Валерий стал цензором вместе с плебеем Марком Антонием Оратором. Антиковед Эрнст Бэдиан предположил, что в ходе очередного ценза Флакк и Антоний включили в число римских граждан много италиков, ответом на что стал в 95 году закон Лициния-Муция, инициировавший строгое расследование; италики, не сумевшие доказать своё гражданство, были изгнаны из Рима. Известно, что эти цензоры исключили из сената народного трибуна Марка Дурония за отзыв закона, ограничивающего расход денег на пиры. Тогда Дуроний, дождавшись окончания цензорского срока, привлёк коллегу Луция к суду по обвинению в подкупе.
В последующие годы Флакк, достигший вершины своей карьеры, отдалился от политики. После смерти Марка Эмилия Скавра (в 90 или 89 году до н. э.) он возглавил список сенаторов как старейший цензорий. Неучастие Луция Валерия в политической жизни обеспечило ему безопасность в условиях гражданской войны: в 88 году до н. э. Рим был взят армией мятежного консула Луция Корнелия Суллы, в 87 году до н. э. — армией Мария и Луция Корнелия Цинны. Сулла в эти годы находился на Балканах, воюя с Понтом и готовясь к решающей схватке с марианцами. В историографии есть мнение, что в сенате существовала влиятельная группа центристов, выступавшая за компромисс между враждующими «партиями». Возглавлял её Флакк, а входили в эту группу Луций Марций Филипп, Гней Корнелий Долабелла, Мамерк Эмилий Лепид Ливиан и другие нобили. Когда стало ясно, что открытый конфликт неизбежен, центристы один за другим перешли на сторону Суллы.
После победы Суллы в гражданской войне в конце 82 года до н. э. Луций Валерий был избран интеррексом. Вместо того, чтобы организовать выборы новых консулов, он внёс законопроект о наделении Суллы полномочиями диктатора «для принятия законов и приведения республики в порядок» (legibus faciendis et rei publicae constituendae causa), причём не на полгода, как это делалось во времена классической Республики, а на неограниченное время. Когда эта инициатива стала законом, Сулла сделал Флакка своим начальником конницы.
Дата смерти Луция Валерия неизвестна. Марк Туллий Цицерон в речи в защиту Гая Рабирия (63 год до н. э.) говорит о Флакке как об умершем, которого ещё хорошо помнят; поэтому Фридрих Мюнцер предположил, что Луций Корнелий Лентул Нигер, ставший фламином Марса, по-видимому, в 64 году до н. э., был непосредственным преемником Луция Валерия.